# 타우왁쿨 카르만

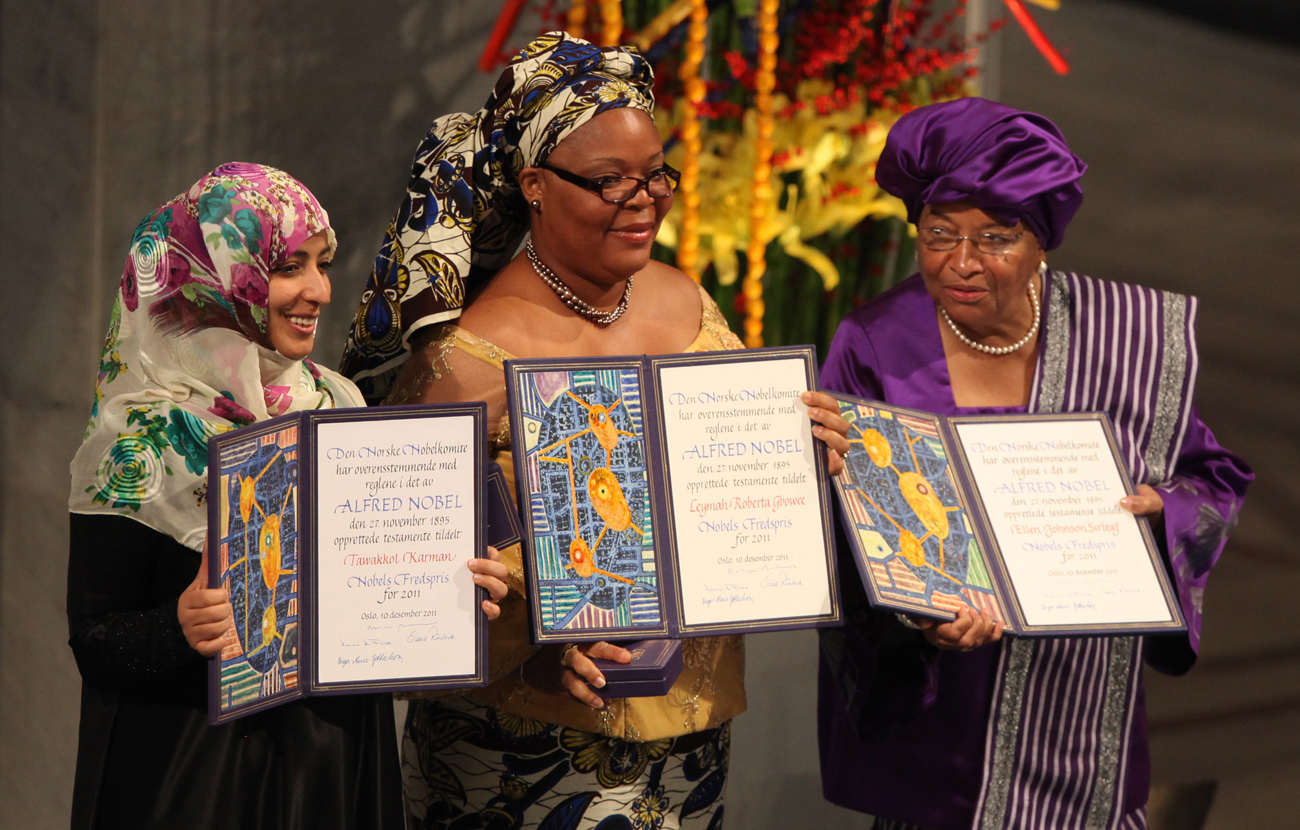
노벨 평화상 시상식에서의 타우왁쿨 카르만과 레이마 보위, 엘런 존슨설리프(좌측부터)

타우왁쿨 카르만(영어: Tawakel Karman, 아랍어: توكل كرمان ,  1979년 2월 7일 ~ , 타이즈 주 출생)은 예멘의 사회운동가이자 언론인, 정치인이다.
1979년 2월 7일 타이즈 주에서 태어나 그의 부친은 정치인 겸 변호사였던 압델 살람 카르만이었다. 카르만은 예멘 최대의 야당인 알이슬라 소속으로, 2005년에 7명의 공동대표와 같이 세운 '자유로운 여성 언론인'을 결성해 언론의 자유와 민주 권리를 주장하는 운동을 벌였다. 2011년 예멘 봉기에서 활약한 공로로 2011년, 노벨 평화상을 수상했다. 모하마드 알 나흐미와 결혼하여 세 명의 자식을 두고 있다.

## 같이 보기
- 2011년 예멘 봉기